# Onosma tornensis
Onosma tornensis är en strävbladig växtart som beskrevs av Javorka. Onosma tornensis ingår i släktet Onosma och familjen strävbladiga växter. Inga underarter finns listade i Catalogue of Life.